# Henry Pearce
Henry Robert Pearce (Double Bay, 30 september 1905 - 20 mei 1976) was een Australische roeier. Hij wilde in aanloop naar Olympische Zomerspelen 1928 meedoen aan de Diamond Challenge Sculls. Zijn deelname werd geweigerd omdat hij geen amateur was vanwege zijn beroep (timmerman).
Pearce won tijdens de Olympische Zomerspelen 1928 in Amsterdam en de Olympische Zomerspelen 1932 in Los Angeles de olympische titel in de skiff.
Op de British Empire Games 1930 won hij de gouden medaille in de skiff. Naar aanleiding van zijn titel kreeg hij een baan aangeboden als whiskey-verkoper in Canada. Door zijn baan als verkoper mocht Pearce in 1931 wel meedoen aan de Diamond Challenge Sculls. Hij won deze wedstrijd.
Pearce werd in in 1933 professioneel roeier en won het World Sculling Championship in 1934 en 1938.

## Resultaten
- Olympische Zomerspelen 1928 in Amsterdam:  Skiff
- British Empire Games 1930 in Hamilton  Skiff
- Diamond Challenge Sculls 1931  Skiff
- Olympische Zomerspelen 1932 in Los Angeles:  Skiff
- World Sculling Championship 1933 in Ontariomeer  Skiff
- World Sculling Championship 1934 in Toronto  Skiff
- World Sculling Championship 1938 in Toronto  Skiff

1900: Hermann Barrelet ·
1904: Frank Greer ·
1908: Harry Blackstaffe ·
1912: William Kinnear ·
1920: John B. Kelly, Sr. ·
1924: Jack Beresford ·
1928: Henry Pearce ·
1932: Henry Pearce ·
1936: Gustav Schäfer ·
1948: Mervyn Wood ·
1952: Joeri Tjoekalov ·
1956: Vjatsjeslav Ivanov ·
1960: Vjatsjeslav Ivanov ·
1964: Vjatsjeslav Ivanov ·
1968: Jan Wienese ·
1972: Joeri Malysjev ·
1976: Pertti Karppinen ·
1980: Pertti Karppinen ·
1984: Pertti Karppinen ·
1988: Thomas Lange ·
1992: Thomas Lange ·
1996: Xeno Müller ·
2000: Robert Waddell ·
2004: Olaf Tufte ·
2008: Olaf Tufte ·
2012: Mahe Drysdale ·
2016: Mahe Drysdale ·
2020: Stefanos Douskos ·
2024: Oliver Zeidler